# کلیسای کاتولیک ارمنی

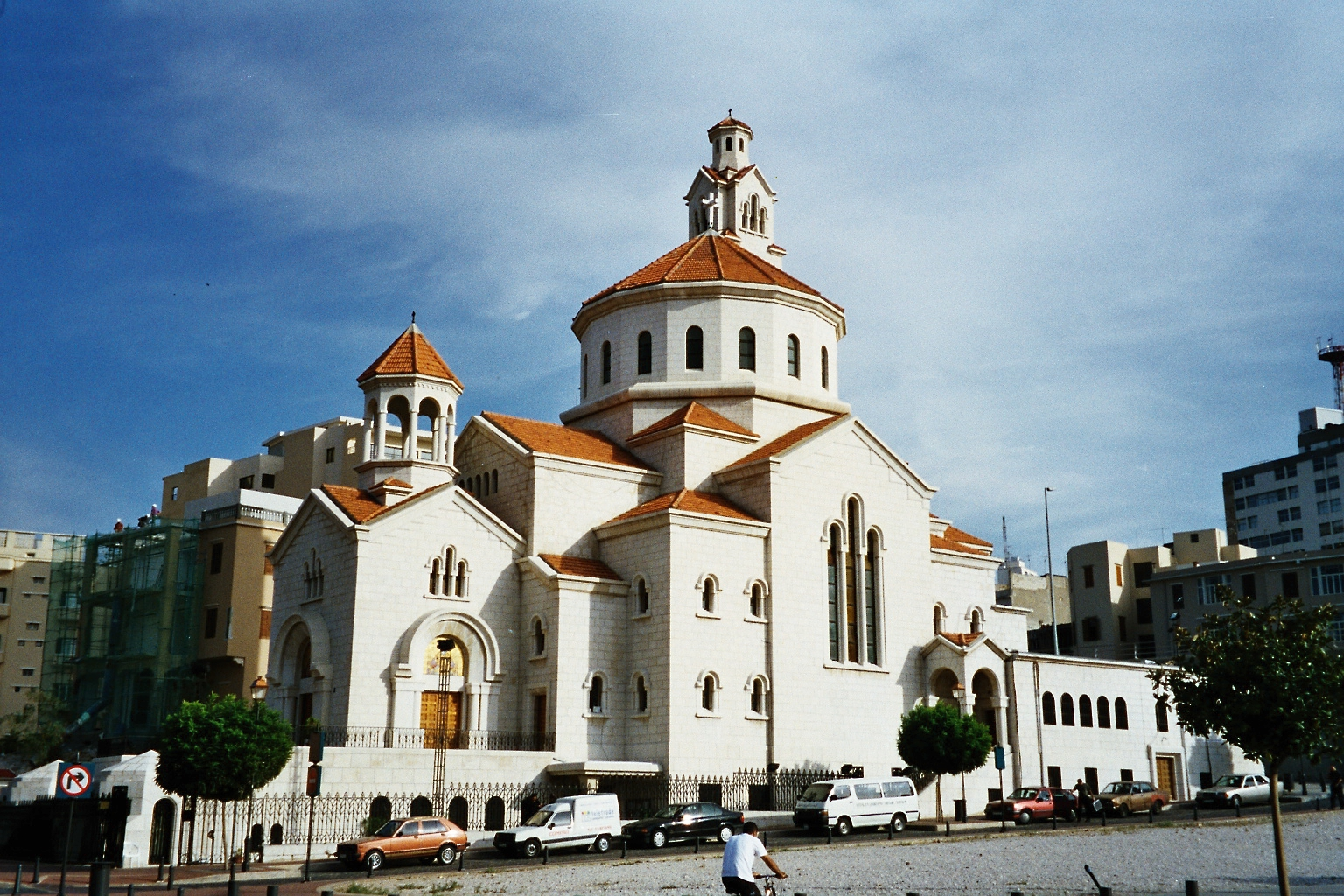

کلیسای کاتولیک ارمنی (ارمنی: Հայ Կաթողիկէ Եկեղեցի) شاخه ای شرقی از کلیسای کاتولیک است که پاپ را به عنوان رهبر مسیحیان جهان قبول دارد.